# Hidroliza
Hidroliza je razgradnja (raspad, cijepanje) molekula kovalentnih složenih kemijskih spojeva u reakciji s vodom, kidanjem kovalentnih veza, pri čemu se vodikov ion (atom) iz vode spaja s jednim, a hidroksidni ion (hidroksilna skupina) s drugim produktom raspada (proizvodom cijepanja).
Odvija se uz djelovanje kiselina, lužina ili enzima, prema jednadžbi AB + HOH ↔ AH + BOH, gdje su A i B atomi ili kemijske skupine koje čine kemijski spoj AB, a HOH je voda. Hidrolizom estera uz pomoć lužine nastaju alkohol i soli kiselina (saponifikacija, pri raspadu estera na alkohole i karboksilne kiseline), neutralnih soli u vodenoj otopini kiselina i baza, saharoze uz pomoć kiseline glukoza i fruktoza. U živom se organizmu uz pomoć enzima bjelančevine razgrađuju do aminokiselina, masti i ulja na masne kiseline i glicerol, ugljikohidrati na oligosaharide i monosaharide.
Hidroliza je jedan od važnih fizioloških procesa u organizmu, gdje se, uz djelovanje enzima, bjelančevine razgrađuju na aminokiseline, masti na masne kiseline i glicerol, složeni ugljikohidrati na glukozu i druge monosaharide i sl. Hidroliza se zbiva i u mnogim procesima kemijske industrije, npr. u proizvodnji polivinil-alkohola, regeneriranje celuloze i dr.